# Ручпозъя
Ручпозъя (коми Ручпозъя) — деревня в Прилузском районе Республики Коми России. Входит в состав сельского поселения Мутница.

## География
Деревня находится в юго-западной части республики, в подзоне средней тайги, в пределах Вычегодской равнины, на левом берегу реки Мутница, к западу от автодороги 87К-037, на расстоянии примерно 95 км (по прямой) к юго-юго-западу (SSW) от села Объячево, административного центра района. Абсолютная высота — 155 м над уровнем моря.
Климат
Климат характеризуется как умеренно континентальный, с продолжительной суровой многоснежной зимой и коротким прохладным летом. Средняя температура воздуха самого холодного месяца (января) составляет −17 °C (абсолютный минимум — −50 °С); самого тёплого месяца (июля) — 15 °C (абсолютный максимум — 35 °С). Годовое количество атмосферных осадков — 700 мм.
Часовой пояс
Деревня Ручпозъя, как и вся Республика Коми, находится в часовой зоне МСК (московское время). Смещение применяемого времени относительно UTC составляет +3:00.

## Население
| 2010 |
| ---- |
| 5    |

Гендерный состав
По данным Всероссийской переписи населения 2010 года, в гендерной структуре населения мужчины составляли 40 %, женщины — соответственно 60 %.
Национальный состав
Согласно результатам переписи 2002 года, в национальной структуре населения коми составляли 100 % из 12 чел.